# Jesús Gómez Ruiz
Jesús Gómez Ruiz (Madrid, 6 de marzo de 1967) es un economista, periodista y político español del Partido Popular. Fue alcalde de Leganés desde 2011 hasta 2015.

## Biografía
Jesús Gómez nació en Madrid, en una familia emigrante. De joven hizo formación profesional como técnico auxiliar administrativo. Más tarde, estudió el Curso de Orientación Universitaria y se licenció en Ciencias Económicas por la Universidad Complutense de Madrid, al tiempo que lo compaginaba con trabajos puntuales como fontanero.
Durante la carrera, aprobó unas oposiciones para trabajar como ordenanza y un año después llegó por promoción interna a auxiliar de bliblioteca, puesto que ocupó durante 12 años en la biblioteca José Acuña del Distrito de Moncloa. Pese al trabajo continuó con su formación, y en los años 1990 estudió un máster en asesoría fiscal por el Instituto de Empresa.
Gómez fue también traductor de textos económicos, especializándose en fiscalidad y econometría. De su trayectoria universitaria desarrolló un pensamiento económico liberal, marcado por la escuela de Viena y autores como Friedrich Hayek. En septiembre de 2001 comenzó a trabajar en la publicación web Libertad Digital como jefe de la sección de opinión. Además escribió en dos revistas digitales del grupo; Ideas y La Ilustración Liberal, antes de abandonar el medio para ser asesor en el primer gobierno de Esperanza Aguirre en la Comunidad de Madrid, en noviembre de 2003.

Algunos de sus artículos de opinión en Libertad Digital y La Ilustración Liberal fueron más tarde denunciados por sus adversarios políticos. En uno de ellos, titulado «Los principios de la legislación española sobre la educación», fue acusado por Izquierda Unida de sugerir, según su interpretación, que a los padres comunistas se les debía retirar la patria potestad. El entonces alcalde de Leganés, Rafael Gómez Montoya, pidió su dimisión. En su defensa, el candidato Gómez adujo que la frase se había sacado de contexto y que exponía a dónde podía llevar la aplicación de teorías educativas con las que explícitamente se mostraba en desacuerdo:
Si concedemos al Estado la suprema capacidad de decidir los límites de la libertad religiosa, lo que es una "secta", y lo que constituye una educación "integral", habremos entronizado el despotismo. Por el mismo expediente, habría que desposeer a los padres comunistas de la tutela de sus hijos, por pertenecer a la secta más criminal que la Historia jamás haya visto y por inculcar a sus hijos una representación teórica de la realidad absolutamente falsa que les provocará en el futuro serios problemas de adaptación social y un agudo sentimiento de infelicidad; y acto seguido enviar a estos niños (y a los padres también) sin pérdida de tiempo a un "campo de reeducación".

## Trayectoria política

### Afiliación al Partido Popular
Cuando el Partido Popular ganó las elecciones para la Asamblea de Madrid en 2003, la nueva presidenta de la Comunidad de Madrid, Esperanza Aguirre, le convenció para que entrase en su gabinete. 
En 2007 formó parte de las listas del Partido Popular para la alcaldía de Leganés, en una candidatura liderada por Guadalupe Bragado. En esa época no residía en la ciudad. Su lista fue la más votada y Bragado fue investida alcaldesa, pero 23 días después perdió el cargo por una moción de censura impulsada por el PSOE e Izquierda Unida. Durante el breve tiempo que Bragado estuvo al mando, Gómez fue segundo teniente de alcalde y encargado del área económica.
Meses después de la moción de censura, se convirtió en el cabeza de lista del Partido Popular en Leganés y estableció su residencia allí.
En las elecciones de 2011 encabezó la lista del Partido Popular. Su formación volvió a ser la más votada, manteniendo sus 12 escaños y la mayoría simple, pero esta vez PSOE e Izquierda Unida no sumaban más concejales para una coalición por el ascenso del partido local ULEG. De este modo, Jesús Gómez fue investido alcalde el 11 de junio de 2011 con un gobierno en minoría.

### Alcaldía de Leganés (2011-2015)
Jesús Gómez solo permaneció cuatro años al frente del ayuntamiento de Leganés. Su mandato estuvo marcado por la reducción de gasto público y la falta de entendimiento con el resto de grupos políticos, que llegaron a bloquear algunas de sus medidas en el pleno.
En el primer año, la oposición denunció que Gómez cobraba 103 000 euros por cuatro sueldos públicos, entre su salario como alcalde, las dietas como diputado en la Asamblea de Madrid, un puesto como consejero en Caja Madrid y otro como miembro del consejo de administración de Bankia Inversiones. El alcalde aseguró que en realidad percibía dos salarios, de 90 000 euros en total, y añadió que destinaría la mayor parte de sus dietas a Cáritas.
Además, enfrentó las protestas de asociaciones de vecinos por su política de dotación de servicios. Los de Arroyo Culebro protestaron por una cesión gratuita de una parcela pública, valorada en 33 millones de euros, para construir un colegio privado concertado que se concedió a la sociedad Anta Educación. Y los vecinos de La Fortuna, barrio alejado del casco histórico de la localidad, clamaron contra el cierre de las urgencias sanitarias a mediados de 2012. Aunque Gómez declaró que había solicitado al consejero de Sanidad que no suprimiera este servicio, se le acusó de haber votado a favor de dicha medida en la Asamblea de Madrid, en referencia a la votación de la Ley de Acompañamiento de los Presupuestos.
Aunque Jesús Gómez quería presentarse a la reelección y su grupo local le apoyaba, el Partido Popular de la Comunidad de Madrid le apartó de las listas por los malos resultados que deparaban las encuestas, así como por su mala relación con el resto de partidos. La presidenta del PP de Madrid, Esperanza Aguirre, alegó en una entrevista que le faltaba «inteligencia emocional» para ejercer una alcaldía, dejando a su antiguo aliado sin opciones. A dos meses de las elecciones de 2015, el PP eligió de candidata a María Eugenia Carballedo Berlanga y creó una gestora para arrebatar a Gómez el control de la formación local. Dos años después, el ya exalcalde aseguró en una entrevista que PP madrileño le había retirado después de denunciar que Ignacio González tenía una cuenta bancaria en Suiza.